# 圣瓦斯特德隆蒙
圣瓦斯特德隆蒙（法語：Saint-Vaast-de-Longmont，法語發音：[sɛ̃ va(st) də lɔ̃mɔ̃]）是法国瓦兹省的一个市镇，属于桑利斯区。

## 地理
圣瓦斯特德隆蒙（49°18'11"N, 2°44'11"E）面积4.9 平方千米，位于法国上法蘭西大區瓦兹省，该省份为法国北部内陆省份，北起索姆省，西接厄尔省和滨海塞纳省，南至塞纳-马恩省和瓦兹河谷省，东临埃纳省。
与圣瓦斯特德隆蒙接壤的市镇（或旧市镇、城区）包括：桑蒂讷、内里、拉赖、韦尔伯里。

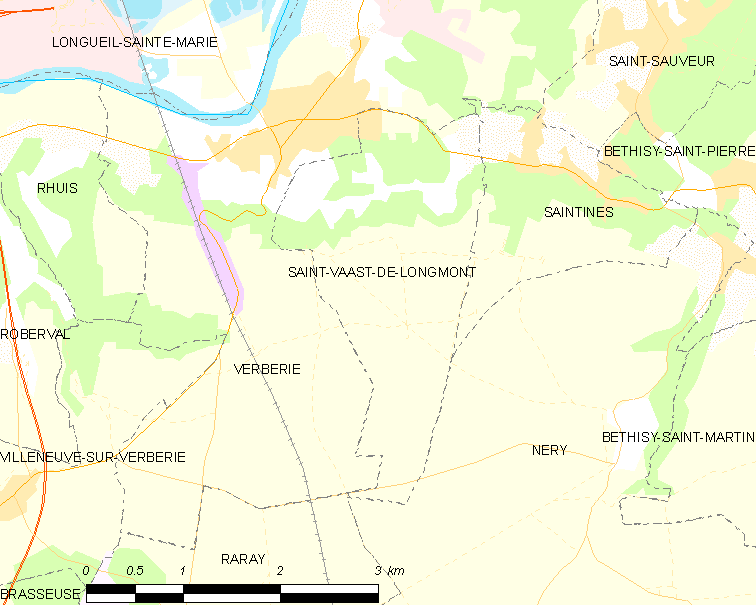
圣瓦斯特德隆蒙的OSM定位图

圣瓦斯特德隆蒙的时区为UTC+01:00、UTC+02:00（夏令时）。

## 行政
圣瓦斯特德隆蒙的邮政编码为60410，INSEE市镇编码为60600。

## 政治
圣瓦斯特德隆蒙所属的省级选区为瓦卢瓦地区克雷皮县。

## 人口

1962-2008年间圣瓦斯特德隆蒙人口变化图示

圣瓦斯特德隆蒙于2022年1月1日时的人口数量为647人。